# Nguyên thủ Cộng hòa Altai
Nguyên thủ Cộng hòa Altai (tiếng Altay: Алтай Араспублыканыҥ башкарузы, đã Latinh hoá: Altay Araspublykanyŋ bashkaruzy; tiếng Nga: Глава Республики Алтай, đã Latinh hoá: Glava Respubliki Altay) là người đứng đầu nước cộng hòa và chính phủ Cộng hòa Altai, chủ thể liên bang của Nga. Nguyên thủ được bầu bởi các công dân của Cộng hòa Altai với nhiệm kỳ năm năm.

## Danh sách
| Stt. | Hình ảnh            | Tên (sinh–mất)                              | Nhiệm kỳ            | Nhiệm kỳ            | Nhiệm kỳ              | Đảng phái | Đảng phái             | Bầu cử | Th. kh. |
| Stt. | Hình ảnh            | Tên (sinh–mất)                              | Nhậm chức           | Mãn nhiệm           | Thời gian giữ chức vụ | Đảng phái | Đảng phái             | Bầu cử | Th. kh. |
| ---- | ------------------- | ------------------------------------------- | ------------------- | ------------------- | --------------------- | --------- | --------------------- | ------ | ------- |
| 1    |                     | Valery Ivanovich Chaptynov (1945–1997)      | 1 tháng 2 năm 1994  | 30 tháng 1 năm 1997 | 2 năm, 364 ngày       |           | Độc lập               |        |         |
| 2    |                     | Vladilen Vladimirovich Volkov (sinh 1939)   | 30 tháng 1 năm 1997 | 13 tháng 1 năm 1998 | 348 ngày              |           | Độc lập               |        |         |
| 3    |                     | Semyon Ivanovich Zubakin (sinh 1952)        | 13 tháng 1 năm 1998 | 19 tháng 1 năm 2002 | 4 năm, 6 ngày         |           | Union of Right Forces | 1997   |         |
| 4    |                     | Mikhail Ivanovich Lapshin (1934–2006)       | 19 tháng 1 năm 2002 | 26 tháng 1 năm 2006 | 4 năm, 7 ngày         |           | Đảng Ruộng đất        | 2001   |         |
| 5    |                     | Alexander Vasilyevich Berdnikov (sinh 1953) | 26 tháng 1 năm 2006 | 20 tháng 3 năm 2019 | 13 năm, 53 ngày       |           | Nước Nga Thống nhất   | 2014   |         |
| –    |                     | Oleg Leonidovich Khorokhordin (sinh 1972)   | 20 tháng 3 năm 2019 | 1 tháng 10 năm 2019 | 195 ngày              |           | Độc lập               | —      |         |
| 6    | 1 tháng 10 năm 2019 | Oleg Leonidovich Khorokhordin (sinh 1972)   | Đương nhiệm         | 5 năm, 179 ngày     | 2019                  |           | Độc lập               |        |         |